# Pol (album)
Pol (izg. pôu̯) je drugi studijski album slovenske blues rock skupine Hamo & Tribute 2 Love, ki je izšel marca 2015 v obliki vinilne plošče. Decembra istega leta je izšla še razširjena verzija albuma na CD-ju z nekaj novimi pesmimi in s spremenjenim vrstnim redom starih, imenovana Pol S.

## Kritični odziv
Za Rockline je Aleš Podbrežnik o CD verziji, Pol S, rekel: "Pol S je album, ki s svojo substanco skupini Hamo & Tribute 2 Love utrjuje pozicijo na slovenskem glasbenem »mainstreamu«. Hamo je s svojo ekipo iznašel učinkovito formulo, kako spraviti poanto bluesa in rock'n'rolla v privlačen glasbeni žmoht, ki ga obče prenašajo tudi v novih časih »čudne realnosti«, slovenske radijske frekvence, in ki uspeva skupini nenehno širiti bazo oboževalcev." Albumu je dodelil 4 zvezdice.

## Seznam pesmi

### Pol
Vso glasbo je napisal Matevž Šalehar - Hamo, razen kjer je to navedeno. Vsa besedila je napisal Hamo.
| Stran ena | Stran ena              | Stran ena |
| Št.       | Naslov                 | Dolžina   |
| --------- | ---------------------- | --------- |
| 1.        | „Urbana‟               | 3:28      |
| 2.        | „Rabm tebe‟            | 5:02      |
| 3.        | „Nazaj‟ (Denis Horvat) | 4:15      |
| 4.        | „Sva bla čist haj‟     | 4:29      |

| Stran dve | Stran dve           | Stran dve |
| Št.       | Naslov              | Dolžina   |
| --------- | ------------------- | --------- |
| 1.        | „Pol‟               | 3:03      |
| 2.        | „Gospa magister‟    | 3:32      |
| 3.        | „Fešn‟              | 4:38      |
| 4.        | „Greva še mal dlje‟ | 6:01      |

### Pol S
Vso glasbo je napisal Matevž Šalehar - Hamo, razen kjer je to navedeno. Vsa besedila je napisal Hamo.
| Št. | Naslov                 | Dolžina |
| --- | ---------------------- | ------- |
| 1.  | „Urbana‟               | 3:28    |
| 2.  | „Rabm tebe‟            | 5:02    |
| 3.  | „Nazaj‟ (Denis Horvat) | 4:15    |
| 4.  | „Tiho‟                 | 4:30    |
| 5.  | „Sva bla čist haj‟     | 4:29    |
| 6.  | „Pol‟                  | 3:03    |
| 7.  | „Gospa magister‟       | 3:32    |
| 8.  | „Fešn‟                 | 4:38    |
| 9.  | „Na na na‟ (Horvat)    | 3:55    |
| 10. | „Greva še mal dlje‟    | 6:01    |

## Zasedba
Hamo & Tribute 2 Love
- Matevž Šalehar - Hamo — vokal, kitara
- Uroš Primožič - Spretan — kitara, spremljevalni vokal
- Uroš Škerl Kramberger - Hipi — bas kitara, spremljevalni vokal
- Martin Janežič - Buco — bobni, tolkala

Ostali glasbeniki
- Denis Horvat - Duki — klaviature, tolkala, spremljevalni vokal
- Vlado Kreslin — vokal ("Tiho")

Tehnično osebje
- Drago Popovič — dodatna pomoč
- Marko Jakopanec — miks